# BIJ1
BIJ1 (dansk: Sammen), tidligere kaldet Artikel 1, er et hollandsk politisk parti, som blev dannet i 2016 af TV-personligheden Sylvana Simons.

## Historie

### Baggrund og grundlæggelse
Simons havde været medlem af Partij van de Arbeid tidligere, men havde forladt dem til fordel for DENK over PvdAs holdninger til integration. Efter noget tid hos DENK forlod hun også dem, da hun ikke mente partiet havde støttet hende igennem en periode hvor hun havde modtaget mange dødstrusler, og at partiet var blevet mere konservativt på områder som LGBT-rettigheder.
Simons dannede juleaftensdag 2016 partiet Artikel1, hvilke var en hentydning til den første artikel af Hollands grundlov, som forbyder diskrimination og racisme. Artikel1s debutvalg var parlamentsvalget i 2017. Her modtog partiet 0,27% af stemmerne, hvilke ikke var nok til at komme ind.

### Navneskift
Artikel1 blev i 2017 tvunget til at ændre deres navn, da en anti-diskrimination tænketank kaldet Art.1 sagsøgte dem. De ændrede officelt navn den 27. oktober 2017 til BIJ1. BIJ1 refererer til det nederlandske ord bijeen som betyder 'sammen'.

### Valget i 2021
BIJ1 fik ved parlamentsvalget i 2021 0,84% af stemmerne, hvilke er nok, i det at Holland ikke har en spærregrænse, og partiet vandt dermed en enkel plads i underhuset.

## Ideologi
BIJ1 ideologi bygges om antiracisme og antikapitalisme. Partiet er også imod kolonialisme, og ønsker at Holland skal betale erstatninger til lande som Holland koloniserede. Partiet er også republikansk, og ønsker at afskaffe det hollandske monarki.

## Valgresultater

### Underhuset
| Valg | Spidskandidat  | Stemmer | %     | Pladser |
| ---- | -------------- | ------- | ----- | ------- |
| 2017 | Sylvana Simons | 28.700  | 0,27% | 0 / 150 |
| 2021 | Sylvana Simons | 87.635  | 0,84% | 1 / 150 |